# Trängslet
Trängslet (PRONÚNCIA APROXIMADA trênh-slêt) é uma barragem de aterro com uma central hidroelétrica/usina hidrelétrica, localizada no rio Österdalälven (Dal Oriental), na província histórica de Dalarna (Dalecárlia) na Suécia. Fica situada entre as localidades de Särna (a 45 km) e Älvdalen (a 30 km), na Comuna de Älvdalen, pertencente ao Condado de Dalarna.

Foi começada a construir em 1955 e inaugurada em 1960. Pertence atualmente à Fortum, uma grande empresa finlandesa produtora de energia elétrica. Tem uma altura de 125 m e um comprimento de 890 m, com uma estrada com uma vista monumental no topo, e um reservatório artificial de água com 70 km de comprimento e 36 km² de área, chamado Trängseldammen ou Trängsletsjön, onde o nível da água pode subir e descer 35 m. Tem uma capacidade de 651 GWh.

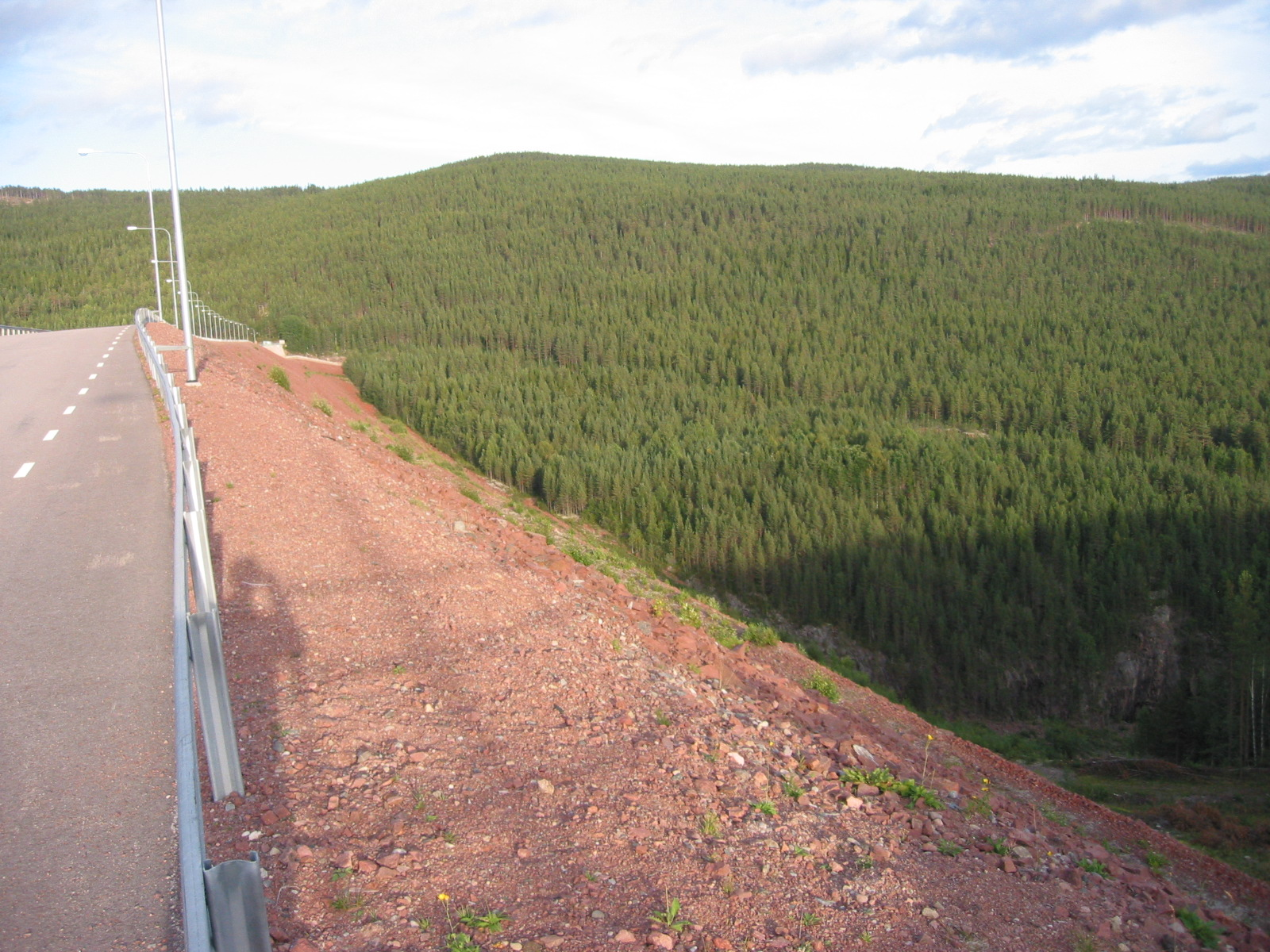
O topo da barragem, com uma estrada com uma vista monumental
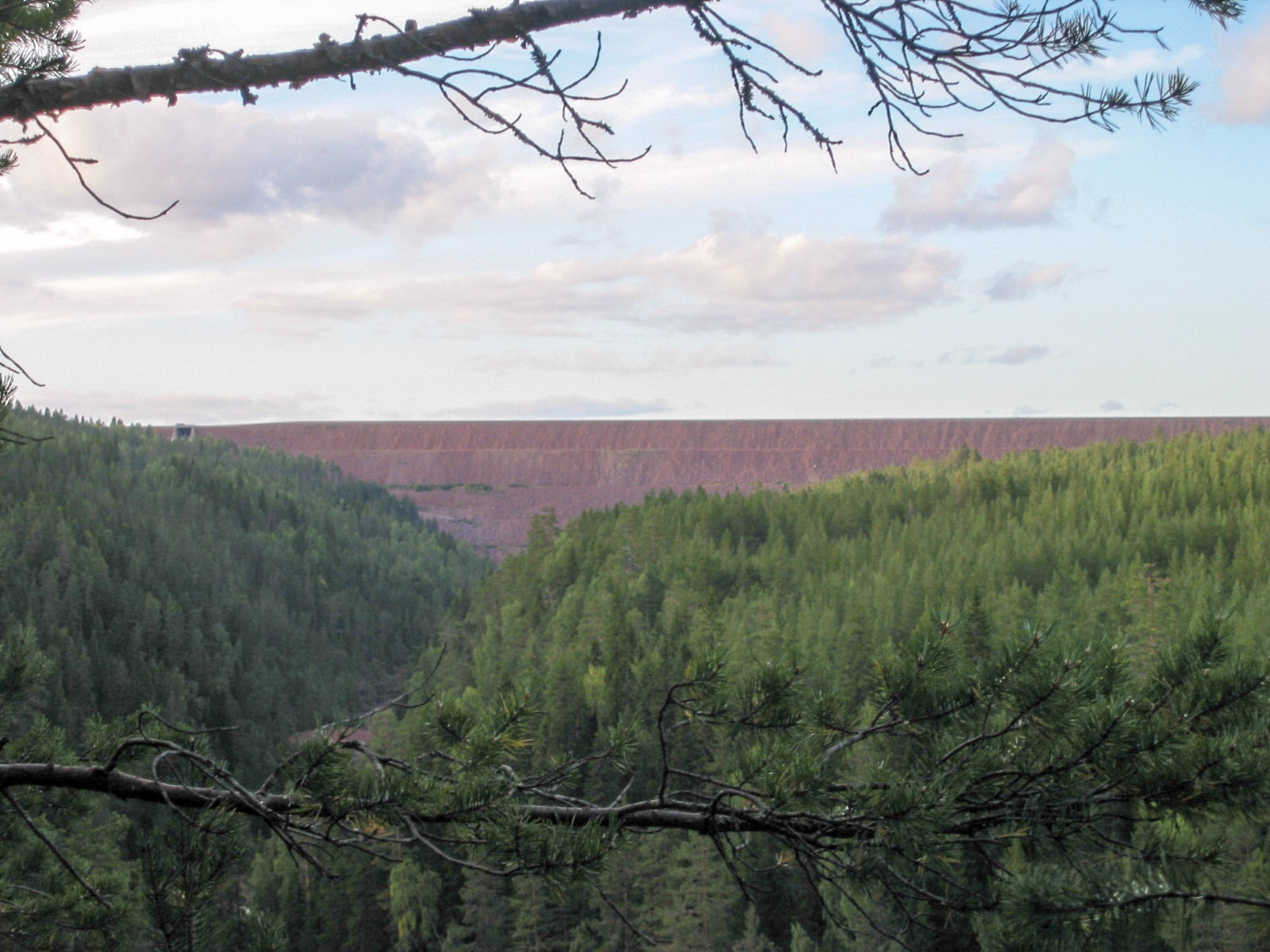
A barragem vista da frente